# Casa Planeses
La Casa Planeses és una obra de Ripoll protegida com a Bé Cultural d'Interès Local.

## Descripció
L'edifici, situat entre la seu de la fundació MAP i el jardí de la casa, està format per dos cossos de diferents alçades. Un d'ells és una torre de secció quadrada, de baixos, tres pisos i altell. La coberta és piramidal i feta amb pissarra. Presenta una tribuna que dona al raval i les dues obertures de l'altell s'aixequen sobre dues columnes que tenen el capitell decorat amb la creu de Sant Jordi.
L'altre cos de la façana està formada per baixos i tres plantes. A destacar la presència d'un balcó. Aquest cos fou aixecat en una època posterior a la construcció.
Com a trets comuns dels dos cossos hi ha l'ús de pedra picada al voltant de les obertures, als balcons i a la tribuna. Sota ràfec d'ambdues cobertes s'utilitza fusta.
El jardí queda a nivell del primer pis.